# Бектемишов, Болотбек Жабуевич
Болотбек Жабуевич Бектемишов (20 февраля 1959, Нарын, Киргизская ССР — 5 августа 2018, Нарын) — советский и киргизский хоккеист и футболист, вратарь, тренер по хоккею и футболу. Единственный в Кыргызстане (по состоянию на 2018 год) заслуженный тренер по хоккею.

## Биография
Окончил Киргизский государственный институт физической культуры (1980) и с того же года начал работать тренером-преподавателем по футболу в ДЮСШ г. Нарына. Также играл в футбол в соревнованиях коллективов физкультуры, а в 1992 году провёл 2 матча в составе «Ала-Тоо» в первом чемпионате Кыргызстана по футболу.
Помимо футбола, стал заниматься хоккеем с шайбой, который со временем стал для него основной деятельностью. Также участвовал в чемпионате Кыргызстана по хоккею с мячом.
В 2006—2008 годах — начальник управления детско-юношеского спорта Нарынской области, в 2008—2011 годах — директор ДЮСШ Нарынской области, в 2011—2017 годах — старший тренер по хоккею, с 2017 года да конца жизни — заместитель директора ДЮСШ. Также в 2011—2017 годах — исполнительный директор Федерации футбола Нарынской области.
В качестве хоккейного тренера в 2010-е годы возглавлял команду «Дордой-Ала-Тоо» (Нарын) и национальную сборную Кыргызстана. Приводил сборную к малым золотым медалям первого дивизиона зимних Азиатских игр 2011 года, бронзовым наградам первого дивизиона Кубка вызова Азии 2015 года. На клубном уровне трижды выигрывал чемпионат Кыргызстана.
Награждён званиями «Заслуженный тренер Кыргызской Республики», «Отличник физической культуры и спорта» и «Отличник образования Кыргызской Республики». Почётный гражданин города Нарын и Нарынской области.
Скончался 5 августа 2018 года на 59-м году жизни.

## Личная жизнь
Был женат, трое детей, есть внуки. Один из сыновей, Элзар Болотбеков, тоже играл в хоккей на позиции вратаря, вице-президент Федерации хоккея КР (по состоянию на 2017 год). Внук Элхан тоже занимается хоккеем.